# 徳島県道177号由岐停車場線
徳島県道177号由岐停車場線（とくしまけんどう177ごう ゆきていしゃじょうせん）は、徳島県海部郡美波町を通る一般県道である。

## 概要
JR四国牟岐線由岐駅前から徳島県道25号日和佐小野線交点に至る。

### 路線データ
- 起点：海部郡美波町西の地東地（JR四国牟岐線 由岐駅前）
- 終点：海部郡美波町西の地西地（徳島県道25号日和佐小野線交点）
- 距離：0.163 km[1]

## 歴史
- 1959年（昭和34年）1月31日 - 徳島県道61号由岐停車場線として認定（それまでの由岐停車場西由岐線を変更）
- 1972年（昭和47年）3月10日 - 徳島県道177号由岐停車場線として再認定

## 地理

### 通過する自治体
- 徳島県
  - 海部郡美波町

### 交差する道路
| 交差する道路             | 交差する場所 | 交差する場所 |
| ------------------------ | ------------ | ------------ |
| 徳島県道25号日和佐小野線 | 西の地西地   | 終点         |

### 交差する鉄道
- 牟岐線

### 沿線
- JR四国牟岐線 由岐駅
- 美波町由岐支所